# TSR (オートバイ)
TSR(ティーエスアール)は、日本のオートバイレーシングチームでありレース向けパーツやレース活動からフィードバックされた技術を応用してオートバイ向けアフターパーツの製作販売も行っている。現在の名称はテクニカルスポーツレーシングであり英語表記時のTechnical Sports Racingの頭文字からきている。なお以前はテクニカルスポーツ(Technical Sports)であった。

## 概要

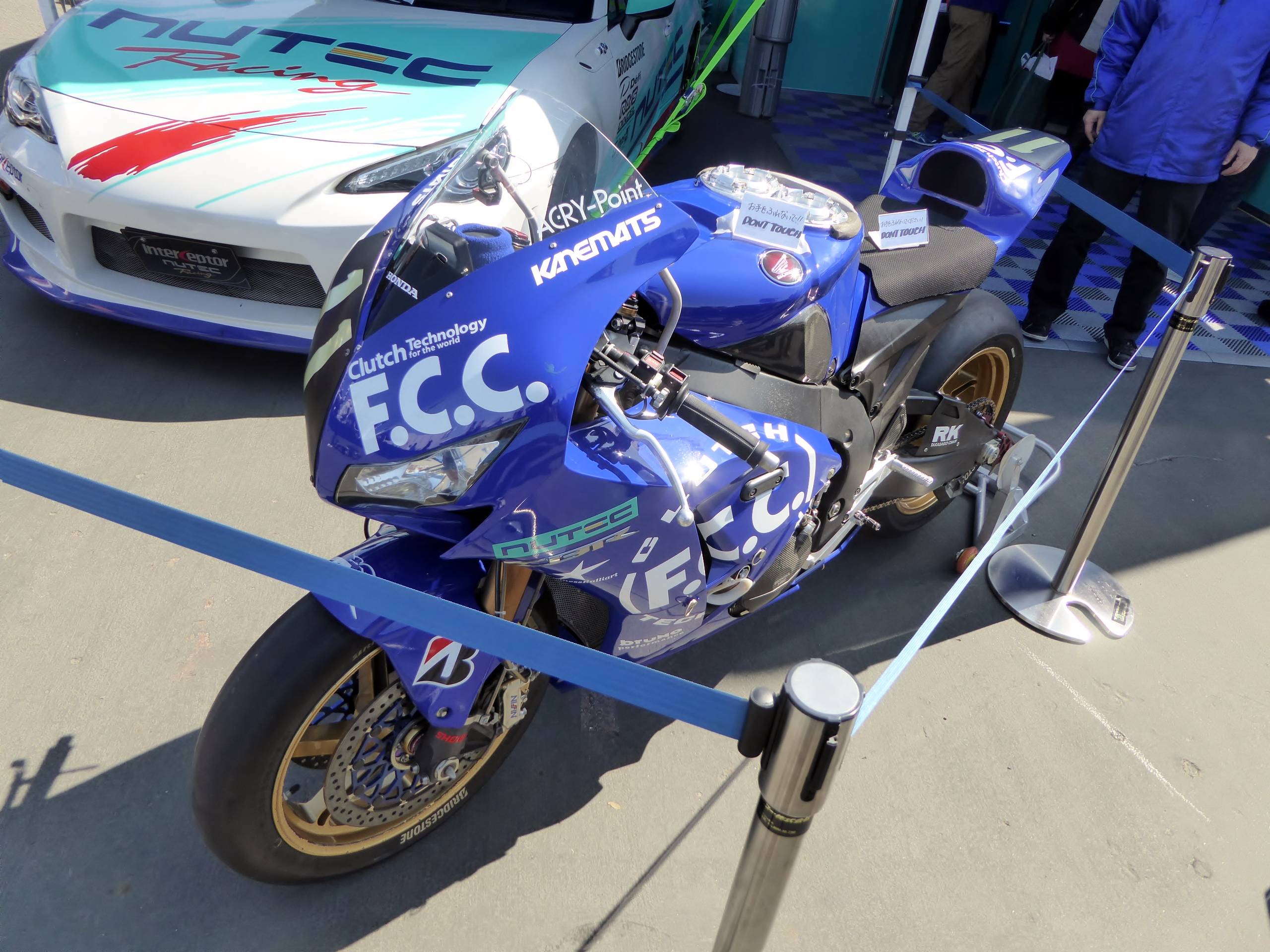
2011年鈴鹿8耐参戦仕様CBR1000RR(SC59)

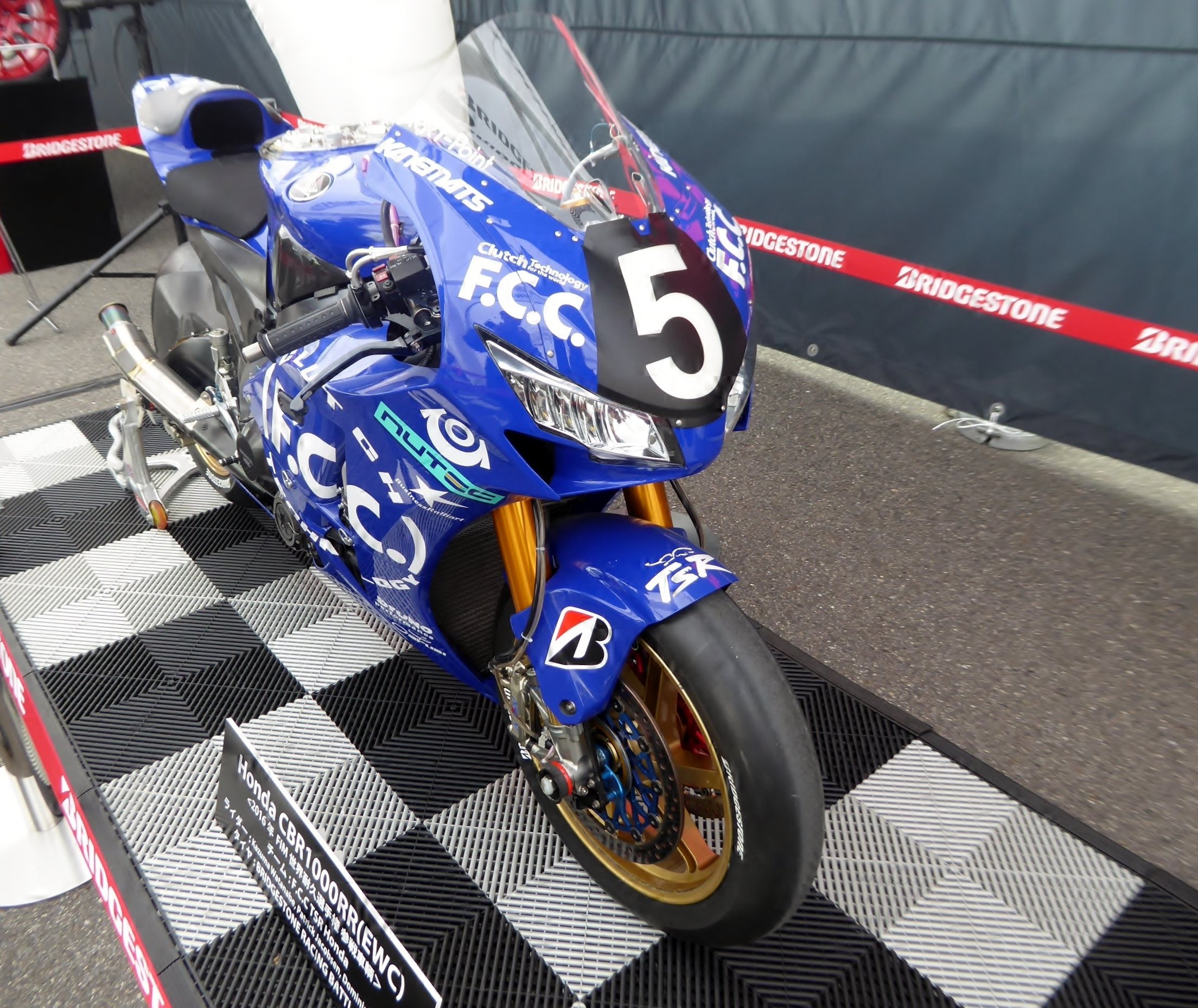
2016年FIM EWC参戦仕様CBR1000RR(SC59)

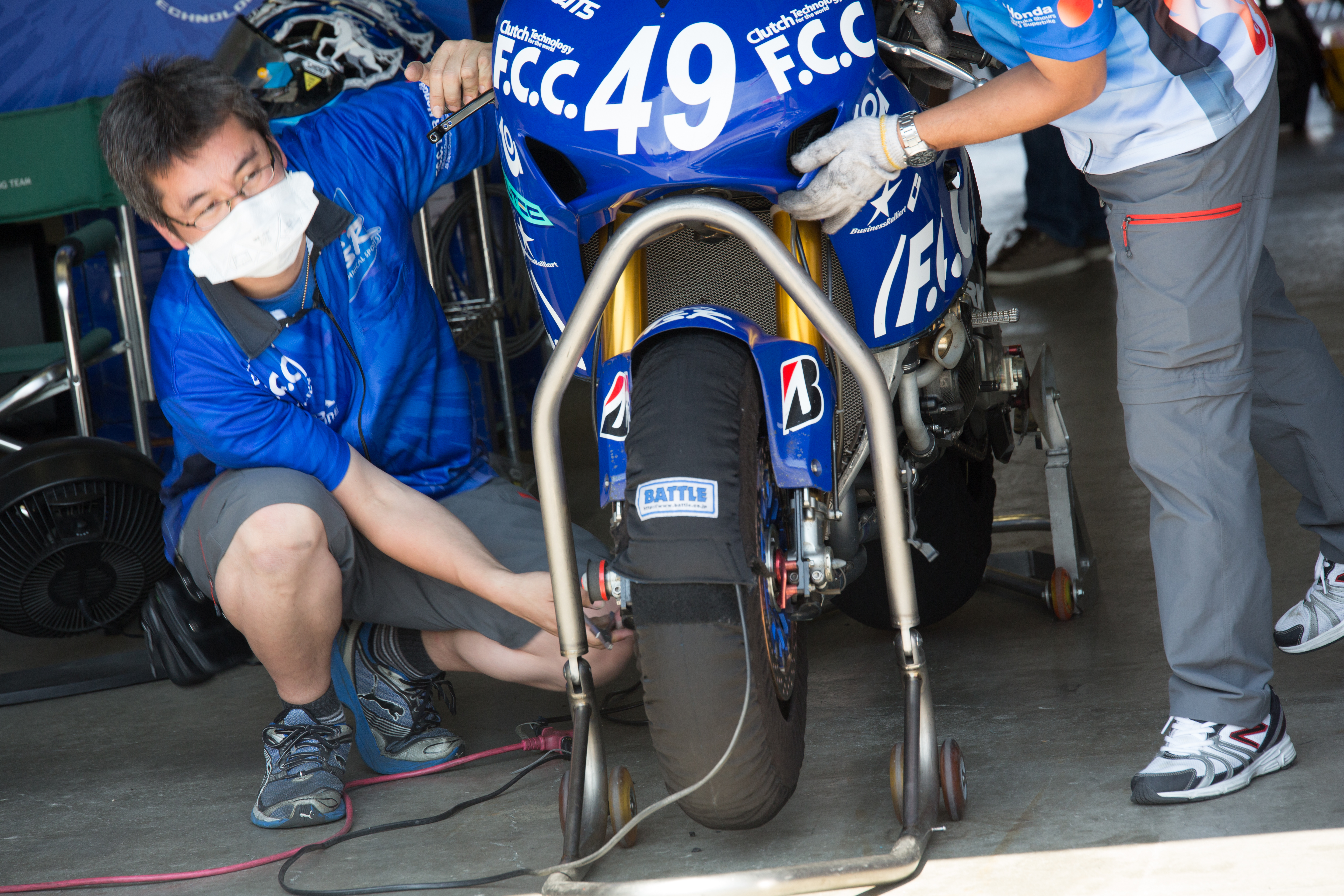
MFJ JSB1000参戦仕様CBR1000RR(SC59)

運営母体は三重県鈴鹿市のホンダワールド株式会社で、オートバイショップの店舗名とレーシングチームの名称に『TSR』を使用している。

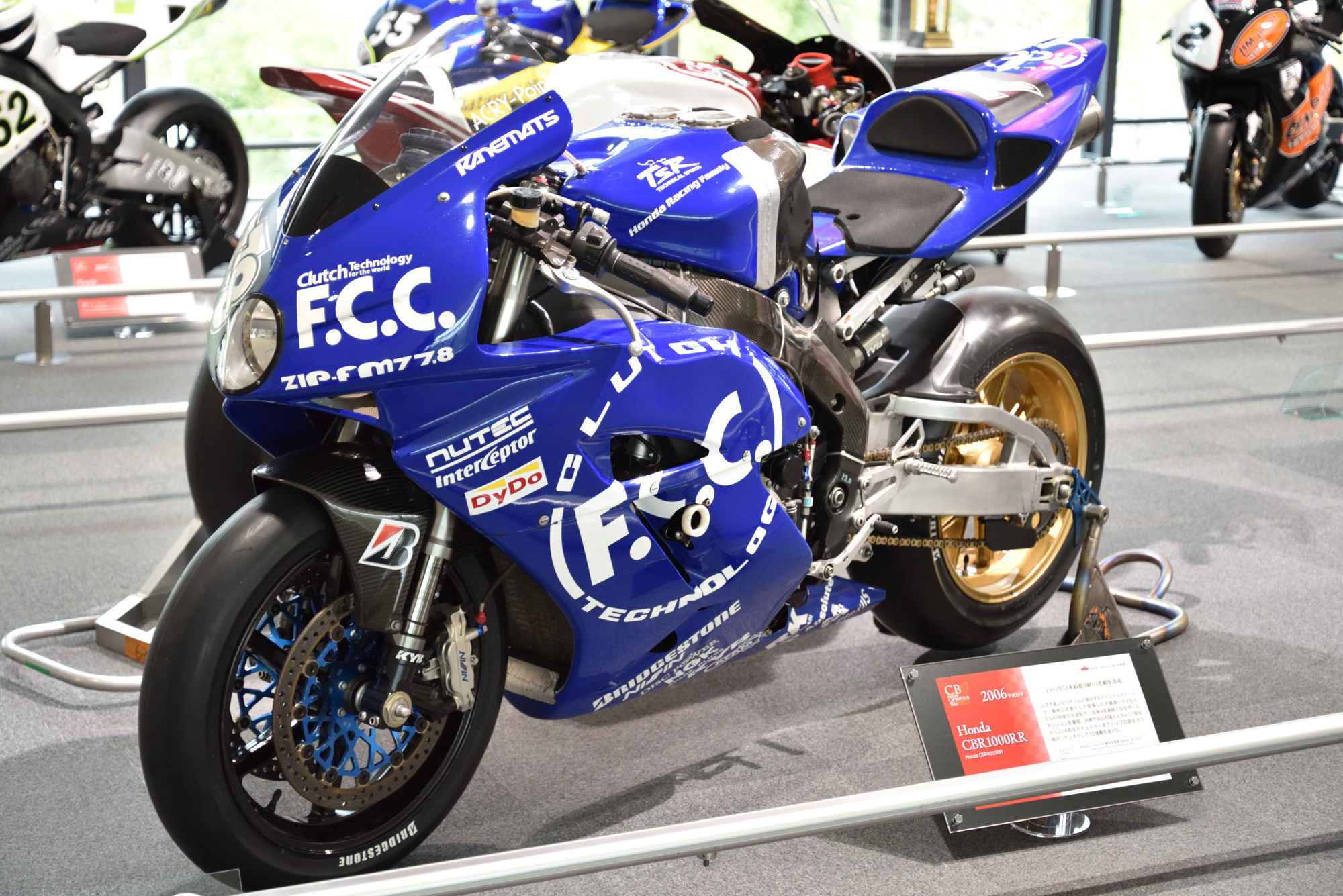
2006年鈴鹿8耐で初優勝マシンのXX-Formula仕様CBR1000RR(SC57)

レース活動以外でも公道向け車両販売部門により、マフラーやバックステップなどオートバイのカスタマイズパーツの販売・8耐レプリカ公道用コンプリートマシンの販売・各種整備などを手掛けている。なお2024年に一般向け車両整備は隣接されたホンダドリーム鈴鹿サーキットロード店に移管された。

## レース活動
1980年代から1990年代にかけてテクニカルスポーツのチーム名で、ホンダ系の有力プライベーターとして全日本ロードレース選手権や鈴鹿8時間耐久ロードレースに参戦。1991年には上田昇とともにロードレース世界選手権に125ccc・250cc・500ccクラスにRS125・RS250・NSR250・NSR500や前述の車種にオリジナルフレームを搭載したAC27M・AC28M・AC50M等のマシンで参戦。またMotoGPとなってからもMoto2・Moto3クラスに坂田和人や辻村猛といった日本人の若手ライダーを起用しながら2002年まで参戦を続けた。
なお、1980年代から1990年代にかけて同じくホンダ系プライベートチームの雄として活躍し、岡田忠之や青木宣篤らを輩出したテクニカルスポーツ関東(TS関東)と、宇川徹や柳川明、加藤大治郎らを輩出したテクニカルスポーツ九州(TS九州)という2つのレーシングチームがあるが、前者は筑波サーキットを本拠地とするワールド筑波が、後者は高武富久美率いるTeam高武が母体であり、三者の間に直接の資本関係はないがワールド筑波創設者の橋本勲は、TSRの前身となったワールドモーター創設メンバーのひとりである。

### ロードレース世界選手権(WGP)
ロードレース世界選手権では先述のように1991年に125ccクラスにRS125を使用し上田昇をライダーとしてフル参戦。日本GP・スペインGPで優勝。オーストラリアGP・オーストリアGPで各3位・年間世界ランキング5位と活躍。
翌1992年は同じ体制でスペインGP・フランスGPで各4位入賞・年間世界ランキング11位と前年と比較すると低迷した。
1993年からは2台体制となりマシンは同じくRS125。所属ライダーは上田昇・辻村猛の2名となった。上田の方はスペインGP・チェコGPで優勝。オーストラリアGP・マレーシアGP・日本GP・オーストリアGP・ドイツGP・オランダGP・サンマリノGP・イギリスGP・イタリアGP・アメリカGPでそれぞれ2位獲得。FIM-GPで3位となり年間世界ランキングは2位となっている。また辻村の方はオーストリアGPで優勝。マレーシアGP・日本GP・スペインGP・ドイツGP・チェコGPで3位となり年間世界ランキングは3位となっている。
1994年はRS125を使用しフル参戦2台・スポット参戦1台となっている。ライダーは辻村猛・井形とも子の2名がフル参戦。眞子智実がドイツGPのみ負傷した井形の代役でスポット参戦。
1995年からは3台体制は継続であるが、250ccクラス1台・125ccクラス2台と言った体制であった。250ccクラスには辻村がRS250を使用し参戦。オーストラリアGPで9位が最高順位であり年間世界ランキングは22位であった。一方125ccクラスはRS125を使用し前年フル参戦の井形とスポット参戦のみの眞子の2名でフル参戦体制がとられた。井形はチェコGP7位が最高順位で続いてマレーシアGPが8位。年間世界ランキングは20位であった。眞子の方はオーストラリアGP・カタルニアGP3位、フランスGP5位、イタリアGP6位といった結果で年間世界ランキングは8位となっている。
1996年は125ccクラスから撤退し250ccクラスに注力する方向へとシフト。ライダーは前年から参戦している辻村猛とこの年から参戦の畠山康昌の2名でRS250を使用しフル参戦した。辻村はイギリスGP6位が最高順位で続いてイモラGPが7位。オーストリアGP・ブラジルGP・オーストラリアGPが10位となり年間世界ランキングは12位となった。また畠山の方はフランスGP・オランダGPで14位が最高順位となり年間世界ランキングは28位であった。
1997年からはついにトップカテゴリのWGP500ccクラスへ参戦開始。ライダーは青木宣篤でマシンはNSR500であった。リザルトはイモラGP2位が最高順位で以下マレーシアGP・イタリアGP・チェコGPで3位。オーストリアGP・オランダGP・ドイツGP・ブラジルGP・イギリスGP・インドネシアGP4位で日本GP・スペインGP・カタルニアGPが5位となり年間世界ランキングは3位であった。250ccクラスは前年から引き続き参戦するも辻村猛のみの参戦となった。マシンはオリジナルフレームを採用したTSR-AC26Mへと変更になった。リザルトは日本GP・スペインGP・オーストラリアGPで4位獲得が最高順位となり、続いてインドネシアGPが5位、オランダGP・イギリスGP・チェコGPで6位、オーストリアGP・カタルニアGP7位、ブラジルGP8位となり年間世界ランキングは7位であった。
1998年はマット・ウェイトを500ccクラスのライダーに起用。マシンはNSR500Vに変更された。リザルトはマレーシアGPの12位が最高となり以下マドリットGP・オランダGP・オーストラリアGPで13位。ドイツGP・カタルニアGPで14位となり年間世界ランキングは19位となった。一方250ccクラスは新しく青木治親をライダーとして起用。マシンは新たにNSR250を使用。リザルトはオランダGP3位を最高として以下はマレーシアGP4位、イギリスGP5位、スペインGP・イタリアGP・フランスGP・チェコGP・イモラGPで6位、カタルニアGP7位、オーストラリアGP8位、日本GP11位として年間世界ランキングは6位に食い込んだ。またこの年はTSRもマニュファクチャラーとして参加した。ルカ・ボスコスクーロ、ジェレミー・マクウィリアムズ、ロベルト・ロルフォ、ジェイソン・ヴィンセントといった他チームのライダーにTSR-AC26Mを供給し、コンストラクターズランキングを4位でフィニッシュした。
この年から全日本GP250ccクラスにフル参戦を開始し、AC26Mの経験をもとに開発された新型オリジナルフレーム採用マシンのTSR-AC27Mを2台体制で投入。ライダーは嘉陽哲久・野田弘樹の2名であった。最終ランキングは嘉陽が10位、野田が6位という結果であった。
1999年はWGP250ccクラスから撤退するも500ccクラスを2台体制とした。またマシンは同チーム初の500ccクラスでオリジナルフレーム使用のTSR-AC50Mに変更。ライダーは青木治親、ホセ・ルイス・カルドーソの2名。なおカルドーソはマクソンTSR名義でのエントリーで最終戦ではダビド・デ・ヘアにライダーが変更された。リザルトは青木がドイツGP6位が最高でオランダGP9位、カタルニアGP10位、イタリアGP・オーストラリアGP11位、スペインGP・サンマリノGP・南アフリカGP12位、フランスGP・チェコGP13位、マレーシアGP・リオデジャネイロGP・アルゼンチンGP15位で年間世界ランキングは15位とした。カルドーソのリザルトはカタルニアGP12位、日本GP14位で年間世界ランキングは26位であった。また全日本GP250ccクラスは嘉陽哲久・稲垣誠の2名体制でマシンは嘉陽が新型のTSR-AC28M、稲垣がTSR-AC27Mを使用している。嘉陽が年間ランキング3位、稲垣が年間ランキング18位に終わっている(※なお稲垣は「ライダーズサロン横浜」からのエントリーとなっている)。
2010年よりMotoGPのMoto2クラスにおいてフレームビルダーとしてJiR(ジャパン・イタリー・レーシング)チームにフレームを供給し(ビルダーとしての登録名はモトビとなっている)、アレックス・デ・アンジェリスが勝利を挙げている。また日本グランプリには自社でスポット参戦している。2012年からはMoto3クラスのテクノマグネシオCIPチームに所属ライダーの藤井謙汰と共に参加し、Technomag-CIP-TSRとしてレーサーを提供していた。

### 鈴鹿8時間耐久ロードレース・鈴鹿4時間耐久ロードレース
1980年から始まった鈴鹿8耐の前哨戦とされていた鈴鹿4時間耐久オートバイレースに初開催の第1回から参戦。当時はこの鈴鹿4耐レースに600台前後のエントリーがあった時代であった。このため、決勝日(鈴鹿8耐決勝前日の土曜日)となる前の週に鈴鹿4耐の予選が行われ、各カテゴリー(TT-F3クラス・SP400クラス・SP250クラス)の各グループ(全12グループ)が各クラスごとに、たった20分間の公式予選と最後に2時間のコンソレーション(敗者復活レース)まで開催すると言ったまさに凄まじいスケジュールであった。4耐予選土日が明け鈴鹿8耐のレースウィークに入ると鈴鹿サーキットでは音楽イベントやクラシックマシンレースなどイベントが毎日のように開催されており、文字通り耐久ウィークであった。翌1988年にホンダからCBR400RRが登場し、さっそくテクニカルスポーツが使用・参戦した鈴鹿4耐ではライダー熊澤克則・小林敏也の2名でデビュートゥウィンを達成した。また当時の4耐エントリーネームは「ゼネラルMACH G100テクニカル」。その後世界的に見ても極めて珍しい、30有余年を数えて今に至る、メインスポンサーたるF.C.C.の名は、ボディの一部に貼ってあるだけであった。“株式会社エフ・シー・シー”との不動のパートナーシップの歴史、そして“CBR is TSR”を標榜するCBR使いとしてのTSRの耐久レースの歴史はまさにこの鈴鹿4耐から始まった。こうして文字通りの不動のパートナーとなった“F.C.C.”とタッグを組んだテクニカルスポーツは、さらに耐久レースへと注力し、まず鈴鹿サーキットで開催の全耐久レース制覇に向けて動き始めた。1988年からジュニアライセンス(当時のMFJのライセンス種別)を対象とした鈴鹿4時間耐久レース(ジュニア4耐)が2時間延長され、鈴鹿6時間耐久レース(ジュニア6耐)として生まれ変わった。こうして、鈴鹿サーキット開催の耐久レースヒエラルキーは、鈴鹿8耐(国際A級)を頂点に、鈴鹿6耐(ジュニア)、鈴鹿4耐(ノービス)としたピラミッドが形作られた。テクニカルスポーツの当面の目標はこの鈴鹿8耐・6耐・4耐の3カテゴリー全てに参戦し、4耐・6耐は完全制覇をするという目標であった。1988年に鈴鹿4耐初優勝にしてCBR400RRのデビュートゥウィンを達成し、名実ともに地元鈴鹿の有力トップチームに躍り出たテクニカルスポーツ。1989年はその実績を引っさげて4耐・6耐共に2台体制で臨むが、残念ながら目立った結果は残せなかった。ところが翌1990年には、NSR250Rで臨んだ6耐の2位表彰台(ライダー：原田武志・久名木永斉)に続き、4耐でNSR250Rに初勝利(ライダー：宇川徹・柳川明)をもたらし、テクニカルスポーツ名義で初めて挑んだ鈴鹿8耐も192周で完走26位(ライダー：上田昇・小林敏也)という結果を残している。さらに1991年の鈴鹿4耐は荒天の影響でレースが3時間に短縮され鈴鹿4耐での連覇こそ成らなかったものの(ライダー：徳留真紀・田村浩二)、鈴鹿6耐では他全車を周回遅れにする圧勝劇で、前年一足先に達成したNSRの4耐勝利に続いてNSRに鈴鹿6耐での初勝利をもたらした(ライダー：宇川徹・西村勝宏)。翌1992年には念願の鈴鹿4耐(ライダー：青木治親・藤原克昭)・6耐(ライダー：小西良輝・西村勝宏)ともに優勝、続く1993年も鈴鹿6耐で3連覇を達成(ライダー：小合将史・畠山康昌)するなど、このカテゴリーではまさに文字通りもはや敵なし状態であった。
一方で鈴鹿8耐では1990年から参戦当初のマシンとして、VFR750R(RC30)を使用していたものの1990年は予選39位・決勝23位、1991年は予選32位・決勝途中リタイア、1992年は予選30位・決勝17位などと参戦当初から思ったような結果が残せておらず1994年から使用マシンをRVF/RC45に変更するも1996年までこれまた結果が残せなかった。1997年の鈴鹿8耐では同年から鈴鹿8耐活性化のねらいで新設されたS-NK(スーパーネイキッドクラス)に前年に登場した当時世界最速市販オートバイであったCBR1100XX Super BlackBirdをベース車としたAC110Mを使用し参戦するも予選57位・決勝51位完走と振るわない結果であった。またスーパーバイク枠以外のS-NKクラスは翌1998年からはX-Formula(800cc以上・改造自由・入賞マシンを他チームが買い取る制度有・のちにXX-Formula規定となる)クラスとNK1(スチールパイプフレーム使用・4気筒750cc以上)クラスに細分化された。翌1998年の鈴鹿8耐は引き続きS-NK・X-Formulaクラスに参戦。使用車種をSC33型CBR900RRをベースとするAC90Mへと変更。この年は予選17位・決勝15位でありS-NKクラスでは優勝マシンとなった。これが他チーム含めX-Formula規定での最高順位となった。この年からS-NKを分化させ、4気筒800cc以上で改造の自由なXフォーミュラと、スチールパイプフレーム使用の4気筒750cc以上のNK1がスタート。またこの年からもてぎオープン7時間耐久ロードレースにもAC90Mで参戦。初戦から優勝で飾った。翌1999年の鈴鹿8耐も引き続きS-NK・X-FormulaクラスにAC90Mで参戦。予選19位・決勝33位と前年と比較すると低迷した結果であった。またこの年ももてぎ7耐にAC90Mで参戦し連覇を果たした。しかしこれまで本命の鈴鹿8耐では1998年のAC90Mの予選17位・決勝15位が最高順位でありテクニカルスポーツとしては不本意な結果が続いていた。2000年にはS-NK系で最上位成績を叩き出したヨシムラ・スズキGSX1300Rが総合6位となり、大いに話題となった。
このためこの後のテクニカルスポーツにおける鈴鹿耐久レース参戦ヒエラルキーは、必然的に8耐への比重が増加し、初の鈴鹿8耐制覇へ向けて突き進んでいくことになる。またAC90Mは最初こそSC33型CBR900RRであったがCBR900RRが改良され新しくなるごとにベース車も新しいマシンへと変更されていった。そのためAC90MとTSR内コード名が一緒でもベース車はCBR900RRであったりCBR929RRであったりする。最終的に2002年からはCBRシリーズ最軽量モデルのCBR954RRがベースのモデルに至る。
他参戦チームに先駆けて1991年よりオリジナルフレームのGPマシンを製作し、世界グランプリ(ロードレース世界選手権)125cc・250ccクラスのチームに供給するなどオリジナルマシンを投入していたTSRは、当時『打倒HRC！打倒ワークス！』を掲げた上で、改造範囲の広いXX-Formula仕様のAC90M(ホンダCBR954RRベース)で鈴鹿8耐にも参戦を続けていた。
2001年には、X-Formula規定内で従来よりローコストで参戦できるSP(スポーツプロダクション)とST(ストックスポーツ)の2クラスが新設。さらに2002年からはMFJ・JSB1000クラスと、PT(プロトタイプ)クラスが増設された。これら一連のクラス変更は、鈴鹿8耐の当時の人気低迷問題への対策として打ち出されたものと言えた。翌2003年からはX-Formula規定に変更があり、上位入賞を狙えるDiv.1とユニークな車両でも出場できるように配慮したDiv.2に分けられた。JSBやSBKに比べ改造範囲が広いのは従来のX-Formula規定の理念を継承していたが、Div.1は上位3位以上に入賞した場合、その車両に購入希望者がいた場合は500万円で売却しないといけない、という買取規定がX-Formula規定と同様にあった。
2003年の鈴鹿8耐では伊藤真一・辻村猛の強力ペアを採用したことで翌年も連続ポールポジション獲得を成し遂げるなど速さを見せつけていたが、このペア結成初年こそ総合3位表彰台を獲得したが、その後2年間は結果を残せていなかった。2004年にホンダ(HRC)がスーパーバイク世界選手権(SBK)用参戦マシンとして使用していたVTR1000 SPWから新しいSBKレギュレーションに合わせる形でCBR954RRを他社の1,000ccクラススーパースポーツモデルへとモデルチェンジしたCBR1000RR(SC57)をベースとするAC10Mに変更するも8耐優勝という目的達成に向け、改造範囲が広いXX-Formula仕様でチャレンジを続けた。2003年から3年連続で続けていた8耐ポールポジションを2006年も達成し、4年連続へと記録を延ばして、XX-Formula仕様で参戦できる最後の年となった2006年の鈴鹿8耐で初の総合優勝を達成し、TSRとしては8耐参戦19年目の悲願達成となった。また2006年はホンダ製マシンによる鈴鹿8耐10連覇を達成した。鈴鹿8耐初優勝を達成した後は、2011年・2012年と鈴鹿8耐を連覇。このように現在では日本を代表するオートバイロードレーシングチームのひとつであり、ハルク・プロと並ぶホンダ系サテライトチームの雄である。

### 世界耐久選手権(EWC)
2016年からレース活動の主軸をWGPからFIM世界耐久選手権(EWC)へ移行。2017 - 2018シーズンはル・マン24時間耐久ロードレース、オッシャースレーベン8時間耐久ロードレースで優勝し、ランキングトップで迎えた鈴鹿8時間耐久ロードレースで5位入賞し、参戦3シーズン目にして選手権総合優勝を成し遂げた。

## スポンサー
- メインスポンサーは1988年から[7][8]一貫してクラッチメーカーのF.C.C.が務めている。鮮やかなブルーに白地の同社ロゴを配したマシンカラーリングは「F.C.C.ブルー」と呼ばれ、ホンダのスポーツバイクのカスタムペイントとして人気がある。
- マシンに装着されるマフラーはマシンがCBR1000RR SP2であった2019-2020年シーズンまではTSR内製のものが装着されていることが多かったが、マシンがCBR1000RR-Rに変更となると様々なメーカーの物が装着されるようになった。
  - 2019-2020シーズン→Akrapovič(アクラポビッチ)
  - 2021シーズン→REMUS[9]
  - 2022シーズン→REMUS
  - 2023シーズン→r's gear[10]
  - 2024シーズン→r's gear
  - 2025シーズン→r's gear[11]
- 世界耐久選手権では、2017 - 2018年シーズンからフランスにおけるホンダ現地法人の「Honda France」とタッグを組み、チーム名を『F.C.C. TSR Honda France』として参戦している。チームカラーはフランスの国旗である青白赤の3色(トリコロール)を使用している。しかしチーム国籍は日本であり、メディア等でも日本チームとして扱われている。
- 以前は名古屋のFMラジオ局・ZIP-FMが1995年から2007年まで鈴鹿8耐参戦時のみスポットスポンサーとして加わっていた。当時のナンバーはZIP-FMの放送周波数から#778であった。チーム名は#778 F.C.C. TSR ZIP-FM Racing Teamとなっていた。

| 2025年時点でのスポンサー一覧 |
| ---------------------------- |
| F.C.C.                       |
| HONDA FRANCE                 |
| BRIDGESTONE                  |
| MOTUL                        |
| r's gear                     |
| Business Ralliart            |
| ECO PLAN RENTING             |
| P-UP RECRUITING              |
| SHOWA(Astemo)                |
| NISSIN(Astemo)               |
| NGK SPARK PLUGS              |
| RK TAKASAGO CHAIN            |
| KANEMATSU                    |
| ACRY-Point                   |
| MIYAKI                       |
| βTitanium                    |
| RS TAICHI                    |
| SUNSTAR                      |
| TRION                        |
| SDG                          |
| MagiVeil                     |
| BRERA Milano                 |
| SHORAI                       |
| バイクセンサー               |
| メディカルフィットネスSHL    |

## 主なレース活動(過去に参戦含む)
- ロードレース世界選手権(WGP・MotoGP)
- FIM世界耐久ロードレース選手権
- 鈴鹿8時間耐久ロードレース
- 全日本ロードレース選手権(MFJ GP)
- もてぎオープン7時間耐久ロードレース

### 鈴鹿8時間耐久ロードレース
| 年   | ゼッケン | チーム（マシン）                       | ライダー                                             | 決勝順位 | 周回数 | Total time   | Delay    |
| ---- | -------- | -------------------------------------- | ---------------------------------------------------- | -------- | ------ | ------------ | -------- |
| 2011 | #11      | F.C.C. TSR Honda （ホンダ・CBR1000RR） | 秋吉耕佑 伊藤真一 清成龍一                           | 優勝     | 217周  | 8:00'50.922  | -        |
| 2012 | #11      | F.C.C. TSR Honda （ホンダ・CBR1000RR） | ジョナサン・レイ 秋吉耕佑 岡田忠之                   | 優勝     | 215周  | 8:01'35.450  | -        |
| 2013 | #11      | F.C.C. TSR Honda （ホンダ・CBR1000RR） | ジョナサン・レイ 清成龍一                            | リタイヤ | 58周   | 2:15'12.621  | 156Laps  |
| 2014 | #11      | F.C.C. TSR Honda （ホンダ・CBR1000RR） | 秋吉耕佑 ジョナサン・レイ ロレンツォ・ザネッティ     | 40位     | 157周  | 6:58'09.7113 | 15Laps   |
| 2015 | #778     | F.C.C. TSR Honda （ホンダ・CBR1000RR） | ジョシュ・フック カイル・スミス ドミニク・エガーター | 2位      | 204周  | 8:01'47.119  | 1'17.411 |

### FIM世界耐久選手権
| 参戦年    | 登録ゼッケンナンバー | エントリーチーム名(使用マシン)                                                 | エントリーライダー                                                              | 参戦選手権シリーズ                                    | 決勝順位                                                           | 周回回数 | チェッカータイム | トータル獲得ポイント | 年間総合順位/年間総合獲得ポイント |
| --------- | -------------------- | ------------------------------------------------------------------------------ | ------------------------------------------------------------------------------- | ----------------------------------------------------- | ------------------------------------------------------------------ | -------- | ---------------- | -------------------- | --------------------------------- |
| 2016      | #5                   | F.C.C. TSR Honda (HONDA・CBR1000RR)                                            | 渡辺一馬 ダミアン・カドリン アラン・テシェ アルトゥール・ティゾン               | 第1戦 ル・マン24時間耐久 (2016/4/9-10)                | 3位                                                                | 808lap   | 24:02'30.173     | 44pt                 | 7位/56pt                          |
| 2016      | #5                   | F.C.C. TSR Honda (HONDA・CBR1000RR)                                            | 渡辺一馬 ダミアン・カドリン パトリック・ジェイコブセン                          | 第2戦 ポルティマオ12時間耐久 (2016/6/11)              | 12位                                                               | 381lap   | 12:00'27.802     | 9pt                  | 7位/56pt                          |
| 2016      | #5                   | F.C.C. TSR Honda (HONDA・CBR1000RR)                                            | 渡辺一馬 パトリック・ジェイコブセン ドミニク・エガーター                        | 第3戦 鈴鹿8時間耐久 (2016/7/31)                       | 18位                                                               | 208lap   | 8:01'49.703      | 3pt                  | 7位/56pt                          |
| 2016      | #5                   | F.C.C. TSR Honda (HONDA・CBR1000RR)                                            | 渡辺一馬 ダミアン・カドリン パトリック・ジェイコブセン                          | 第4戦 オッシャースレーベン8時間耐久 (2016/8/27)       | リタイア                                                           | 70lap    | 2:26'09.073      | -                    | 7位/56pt                          |
| 2016-2017 | #5                   | F.C.C. TSR Honda (HONDA・CBR1000RR)                                            | 渡辺一馬 ダミアン・カドリン 伊藤真一 アルトゥール・ティゾン                     | 第1戦 ボルドール24時間耐久 (2016/9/17-18)             | 5位                                                                | 674lap   | 23:51'54.846     | 32pt                 | 4位/115.5pt                       |
| 2016-2017 | #5                   | F.C.C. TSR Honda (HONDA・CBR1000RR)                                            | ダミアン・カドリン グレッグ・ブラック アルトゥール・ティゾン                    | 第2戦 ル・マン24時間耐久 (2017/4/15-16)               | 5位                                                                | 843lap   | 24:00'36.167     | 35pt                 | 4位/115.5pt                       |
| 2016-2017 | #5                   | F.C.C. TSR Honda (HONDA・CBR1000RR)                                            | ダミアン・カドリン グレッグ・ブラック ジョシュ・フック                          | 第3戦 オッシャースレーベン8時間耐久 (2017/5/20)       | 5位                                                                | 314lap   | 8:00'50.178      | 17pt                 | 4位/115.5pt                       |
| 2016-2017 | #5                   | F.C.C. TSR Honda (HONDA・CBR1000RR)                                            | ダミアン・カドリン グレッグ・ブラック ジョシュ・フック                          | 第4戦 スロバキアリング8時間耐久 (2017/6/24)           | 21位                                                               | 197lap   | 8:01'11.689      | 0pt                  | 4位/115.5pt                       |
| 2016-2017 | #5                   | F.C.C. TSR Honda (HONDA・CBR1000RR)                                            | ステファン・ブラドル ドミニク・エガーター ランディ・ド・プニエ ジョシュ・フック | 第5戦 鈴鹿8時間耐久 (2017/7/30)                       | 3位                                                                | 215lap   | 8:01'58.784      | 31.5pt               | 4位/115.5pt                       |
| 2017-2018 | #5                   | F.C.C. TSR Honda France (HONDA・CBR1000RR)                                     | ジョシュ・フック アラン・テシェ フレディ・フォーレイ アルトゥール・ティゾン     | 第1戦 ボルドール24時間耐久 (2017/9/16-17)             | 6位                                                                | 670lap   | 24:01:07.831     | 37pt                 | 総合優勝/171.5Pt                  |
| 2017-2018 | #5                   | F.C.C. TSR Honda France (HONDA・CBR1000RR)                                     | ジョシュ・フック アラン・テシェ フレディ・フォーレイ アルトゥール・ティゾン     | 第2戦 ル・マン24時間耐久 (2018/4/21-22)               | 優勝                                                               | 843lap   | 24:01:04.008     | 58Pt                 | 総合優勝/171.5Pt                  |
| 2017-2018 | #5                   | F.C.C. TSR Honda France (HONDA・CBR1000RR)                                     | フレディ・フォーレイ アラン・テシェ ジョシュ・フック                            | 第3戦 スロバキアリング8時間耐久 (2018/5/12)           | 3位                                                                | 224lap   | 08:02:55.164     | 21Pt                 | 総合優勝/171.5Pt                  |
| 2017-2018 | #5                   | F.C.C. TSR Honda France (HONDA・CBR1000RR)                                     | フレディ・フォーレイ アラン・テシェ ジョシュ・フック                            | 第4戦 オッシャースレーベン8時間耐久 (2018/6/9)        | 優勝                                                               | 312lap   | 08:00:49.802     | 30Pt                 | 総合優勝/171.5Pt                  |
| 2017-2018 | #5                   | F.C.C. TSR Honda France (HONDA・CBR1000RR)                                     | フレディ・フォーレイ アラン・テシェ ジョシュ・フック                            | 第5戦 鈴鹿8時間耐久 (2018/7/29)                       | 5位                                                                | 196lap   | 08:01:04.467     | 25.5Pt               | 総合優勝/171.5Pt                  |
| 2018-2019 | #1                   | F.C.C. TSR Honda France (HONDA・CBR1000RR SP2)                                 | ジョシュ・フック フレディ・フォーレイ マイク・ディ・メッリオ                    | 第1戦 ボルドール24時間耐久 (2018/9/15-16)             | 優勝                                                               | 698lap   | 24:01:50.590     | 51Pt                 | 2位/137.5Pt                       |
| 2018-2019 | #1                   | F.C.C. TSR Honda France (HONDA・CBR1000RR SP2)                                 | ジョシュ・フック フレディ・フォーレイ マイク・ディ・メッリオ                    | 第2戦 ル・マン24時間耐久 (2019 4/20-21)               | 35位                                                               | 587lap   | 24:02:35.461     | 3Pt                  | 2位/137.5Pt                       |
| 2018-2019 | #1                   | F.C.C. TSR Honda France (HONDA・CBR1000RR SP2)                                 | ジョシュ・フック フレディ・フォーレイ マイク・ディ・メッリオ                    | 第3戦 スロバキアリング8時間耐久 (2019/5/11)           | 3位                                                                | 217lap   | 08:01:35.074     | 25Pt                 | 2位/137.5Pt                       |
| 2018-2019 | #1                   | F.C.C. TSR Honda France (HONDA・CBR1000RR SP2)                                 | ジョシュ・フック フレディ・フォーレイ マイク・ディ・メッリオ                    | 第4戦 オッシャースレーベン8時間耐久 (2019/6/9)        | 優勝                                                               | 308lap   | 08:00:53.715     | 30Pt                 | 2位/137.5Pt                       |
| 2018-2019 | #1                   | F.C.C. TSR Honda France (HONDA・CBR1000RR SP2)                                 | ジョシュ・フック フレディ・フォーレイ マイク・ディ・メッリオ                    | 第5戦 鈴鹿8時間耐久 (2019/7/28)                       | 4位                                                                | 215lap   | 07:57:14.500     | 28.5Pt               | 2位/137.5Pt                       |
| 2019-2020 | #5                   | F.C.C. TSR Honda France (HONDA・CBR1000RR SP2)                                 | ジョシュ・フック フレディ・フォーレイ マイク・ディ・メッリオ                    | 第1戦 ボルドール24時間耐久 (2019/9/21-22)             | リタイア                                                           | 144lap   | 18:09:19.174     | 13Pt                 | 3位/143.5Pt                       |
| 2019-2020 | #5                   | F.C.C. TSR Honda France (HONDA・CBR1000RR SP2)                                 | ジョシュ・フック フレディ・フォーレイ マイク・ディ・メッリオ                    | 第2戦 セパン8時間耐久 (2019/12/14)                    | 12位                                                               | 78lap    | 05:52:16.715     | 12Pt                 | 3位/143.5Pt                       |
| 2019-2020 | #5                   | F.C.C. TSR Honda France (HONDA・CBR1000RR SP2)                                 | ジョシュ・フック フレディ・フォーレイ マイク・ディ・メッリオ                    | 第3戦 ル・マン24時間耐久 (2020/8/29-30)               | 優勝                                                               | 816lap   | 24:00:57.502     | 62Pt                 | 3位/143.5Pt                       |
| 2019-2020 | #5                   | F.C.C. TSR Honda France (HONDA・CBR1000RR SP2)                                 | ジョシュ・フック フレディ・フォーレイ マイク・ディ・メッリオ                    | 第4戦 エストリル12時間耐久 (2020/9/27)                | 2位                                                                | 421lap   | 12:01:28.455     | 56.5Pt               | 3位/143.5Pt                       |
| 2021      | #5                   | F.C.C. TSR Honda France (HONDA・CBR1000RR-R FIREBLADE SP)                      | ジョシュ・フック マイク・ディ・メッリオ 高橋裕紀                                | 第1戦 ル・マン24時間耐久 (2021/6/12-13)               | 9位(10位でチェッカーを受けるも4位チームが失格となったため繰り上げ) | 816lap   | 24:01:27.232     | 36Pt                 | 5位/91Pt                          |
| 2021      | #5                   | F.C.C. TSR Honda France (HONDA・CBR1000RR-R FIREBLADE SP)                      | ジョシュ・フック マイク・ディ・メッリオ 高橋裕紀                                | 第2戦 エストリル12時間耐久 (2021/7/17)                | 優勝                                                               | 417lap   | 12:00:32.811     | 46Pt                 | 5位/91Pt                          |
| 2021      | #5                   | F.C.C. TSR Honda France (HONDA・CBR1000RR-R FIREBLADE SP)                      | ジョシュ・フック マイク・ディ・メッリオ 高橋裕紀                                | 第3戦 ボルドール24時間耐久 (2021/9/18-19)             | リタイア                                                           | 315lap   | 10:49:26.891     | 7Pt                  | 5位/91Pt                          |
| 2021      | #5                   | F.C.C. TSR Honda France (HONDA・CBR1000RR-R FIREBLADE SP)                      | ジョシュ・フック マイク・ディ・メッリオ 高橋裕紀                                | 第4戦 モスト6時間耐久 (2021/10/9)                     | リタイア                                                           | 142lap   | 4:21:38.976      | 2Pt                  | 5位/91Pt                          |
| 2022      | #5                   | F.C.C. TSR Honda France (HONDA・CBR1000RR-R FIREBLADE SP)                      | ジョシュ・フック マイク・ディ・メッリオ ジーノ・リア                            | 第1戦 ル・マン24時間耐久 (2022/4/16-17)               | 3位                                                                | 826lap   | 24:01:08.583     | 49Pt                 | 総合優勝/154Pt                    |
| 2022      | #5                   | F.C.C. TSR Honda France (HONDA・CBR1000RR-R FIREBLADE SP)                      | ジョシュ・フック マイク・ディ・メッリオ ジーノ・リア                            | 第2戦 スパ・フランコルシャン24時間耐久 (2022/6/4-5)   | 3位                                                                | 500lap   | 24:03:05.846     | 42Pt                 | 総合優勝/154Pt                    |
| 2022      | #5                   | F.C.C. TSR Honda France (HONDA・CBR1000RR-R FIREBLADE SP)                      | ジョシュ・フック マイク・ディ・メッリオ ジーノ・リア                            | 第3戦 鈴鹿8時間耐久 (2022/8/7)                        | 10位                                                               | 208lap   | 8:02:33.132      | 13Pt                 | 総合優勝/154Pt                    |
| 2022      | #5                   | F.C.C. TSR Honda France (HONDA・CBR1000RR-R FIREBLADE SP)                      | ジョシュ・フック マイク・ディ・メッリオ アラン・テシェ                          | 第4戦 ボルドール24時間耐久 (2022/9/17-18)             | 4位                                                                | 714lap   | 24:01:16.300     | 50Pt                 | 総合優勝/154Pt                    |
| 2023      | #1                   | F.C.C. TSR Honda France (HONDA・CBR1000RR-R FIREBLADE SP)                      | ジョシュ・フック マイク・ディ・メッリオ アラン・テシェ                          | 第1戦 ル・マン24時間耐久 (2023/4/15-16)               | 優勝                                                               | 827lap   | 24:01:06.266     | 63Pt                 | 4位/149Pt                         |
| 2023      | #1                   | F.C.C. TSR Honda France (HONDA・CBR1000RR-R FIREBLADE SP)                      | ジョシュ・フック マイク・ディ・メッリオ アラン・テシェ                          | 第2戦 スパ・フランコルシャン24時間耐久 (2023/6/17-18) | 2位                                                                | 571lap   | 24:01:50.286     | 54Pt                 | 4位/149Pt                         |
| 2023      | #1                   | F.C.C. TSR Honda France (HONDA・CBR1000RR-R FIREBLADE SP)                      | マイク・ディ・メッリオ アラン・テシェ タラン・マッケンジー                      | 第3戦 鈴鹿8時間耐久 (2023/8/6)                        | 3位(レース後の分解車検でTOHO RACINGが失格となったため順位繰り上げ) | 213lap   | 8:01:16.724      | 21Pt                 | 4位/149Pt                         |
| 2023      | #1                   | F.C.C. TSR Honda France (HONDA・CBR1000RR-R FIREBLADE SP)                      | ジョシュ・フック マイク・ディ・メッリオ アラン・テシェ                          | 第4戦 ボルドール24時間耐久 (2023/9/16-17)             | リタイア                                                           | 358lap   | 11:50:42.834     | 11Pt                 | 4位/149Pt                         |
| 2024      | #5                   | F.C.C. TSR Honda France (HONDA・CBR1000RR-R FIREBLADE SP)                      | ジョシュ・フック マイク・ディ・メッリオ アラン・テシェ                          | 第1戦 ル・マン24時間耐久 (2024/4/20-21)               | リタイア                                                           | 775lap   | 22:26:43.924     | 5Pt                  | 12位/33Pt                         |
| 2024      | #5                   | F.C.C. TSR Honda France (HONDA・CBR1000RR-R FIREBLADE SP)                      | ジョシュ・フック アラン・テシェ マイク・ディ・メッリオ                          | 第2戦 スパ・フランコルシャン8時間耐久 (2024/6/8)      | 4位                                                                | 196lap   | 08:01:57.915     | 21Pt                 | 12位/33Pt                         |
| 2024      | #5                   | F.C.C. TSR Honda France (HONDA・CBR1000RR-R FIREBLADE SP)                      | ジョシュ・フック マイク・ディ・メッリオ アラン・テシェ                          | 第3戦 鈴鹿8時間耐久 (2024/7/21)                       | 33位                                                               | 198lap   | 08:00:52.745     | 0Pt                  | 12位/33Pt                         |
| 2024      | #5                   | F.C.C. TSR Honda France (HONDA・CBR1000RR-R FIREBLADE SP)                      | ジョシュ・フック マイク・ディ・メッリオ アラン・テシェ ケビン・マンフレディ     | 第4戦 ボルドール24時間耐久 (2024/9/14-15)             | リタイア                                                           | 580lap   | 19:21:20.686     | 0Pt                  | 12位/33Pt                         |
| 2025      | #5                   | F.C.C. TSR Honda France (HONDA・CBR1000RR-R FIREBLADE TSR-EWC Spec 2025 model) | アラン・テシェ コロンタン・ペロラーリ 羽田太河                                  | 第1戦 ル・マン24時間耐久 (2025/4/19-20)               | 8位                                                                | 750lap   | 24:01:24.222     | 26pt                 |                                   |
| 2025      | #5                   | F.C.C. TSR Honda France (HONDA・CBR1000RR-R FIREBLADE TSR-EWC Spec 2025 model) | アラン・テシェ コロンタン・ペロラーリ 羽田太河                                  | 第2戦 スパ・フランコルシャン8時間耐久 (2025/6/7)      | 優勝                                                               | 188lap   | 08:10.673        | 58pt                 |                                   |
| 2025      | #5                   | F.C.C. TSR Honda France (HONDA・CBR1000RR-R FIREBLADE TSR-EWC Spec 2025 model) | アラン・テシェ コロンタン・ペロラーリ 羽田太河                                  | 第3戦 鈴鹿8時間耐久 (2025/8/3)                        | リタイア                                                           | 7lap     | 01:00:27.689     | 0pt                  |                                   |
| 2025      | #5                   | F.C.C. TSR Honda France (HONDA・CBR1000RR-R FIREBLADE TSR-EWC Spec 2025 model) | アラン・テシェ コロンタン・ペロラーリ 羽田太河                                  | 第4戦 ボルドール24時間耐久 (2025/9/20-21)             |                                                                    |          |                  |                      |                                   |

## 主なマシン
- AC8
- AC10M(CBR1000RR XX-Formula規定仕様[57])
- AC26M(WGP250ccクラス用オリジナルフレームマシン[58])
- AC27M(全日本GP250クラス用オリジナルフレームマシン[59])
- AC28M(同上[60])
- AC50M(WGP500ccクラス用オリジナルフレームマシン[61])
- AC51M(同上[61])
- AC90M(CBR900RR X-Formula・XX-Formula規定仕様[57])
- AC91M(同上[62])(※また本車の公道版が限定10台で販売された。価格は3,600,000円であった[63]。)
- AC92M(CBR954RR XX-Formula規定仕様[64])
- AC110M(CBR1100XX S-NK規定仕様[65])
- AC6(Moto2マシン・通称はTSR6)
- TSR2(Moto2マシン・2012年モデル)
- TSR3(Moto3マシン)

## 主な所属日本人ライダー
※過去に所属したライダーを含む
- 上田昇
- 坂田和人
- 辻村猛
- 眞子智実
- 青木宣篤
- 青木治親
- 伊藤真一
- 秋吉耕佑[66]
- 手島雄介
- 藤井謙汰
- 高柳弘樹
- 高橋裕紀
- 羽田太河